# Demoscene
A demoscene (ejtsd: demószín) nemzetközi underground számítástechnikai szubkultúra, amelynek célja különböző számítógépes digitális művészeti alkotások („demók”) készítése. Ezen alkotások jellegzetessége, hogy valós időben („realtime”) futnak a számítógépeken, azaz nem a hagyományos értelemben vett előre renderelt animációkról van szó, amiket videoformátumban terjesztenek, hanem futtatható programokról, amik a futtatás során számolják ki a megjelenő látványt és hangokat. A kultúra több mint 30 éves múltra tekint vissza, és bár a gyökerei az első mikroszámítógépekre készített illegális programmásolatok bevezetőiben keresendők, mára a műfaj már neves filmfesztiválokon önálló művészeti ággá nőtte ki magát.

## A demó
A demó (a demonstráció, bemutató szóból) – szakszóhasználattal élve – audiovizuális, nem-interaktív, valós idejű prezentáció. Ez nem jelent mást, mint olyan futtatható programot, amely az adott pillanatban állítja elő a képernyőn megjelenő látványt. A játékokkal szemben azonban a demó (nem tévesztendő össze egy program próbaverziója alatt értett demóprogrammal) nem előre elkészített grafikát használ, nem igényel felhasználói irányítást, a komplett látvány- és hangvilág gondosan előre megtervezett, ezeket a program a futása során állítja elő, ugyanakkor mivel a demók algoritmikusak, egyes demóknál a látvány minden lefuttatáskor másképp jelenhet meg a véletlen számok használata miatt.
A demók lehetnek méretkorlátozottak is, ezeket hívja a zsargon intróknak (az introdukció, bevezetés szóból).

## Történelem
Az 1980-as évek során, ahogy a számítástechnika betört a háztartásokba, ugrásszerűen megnövekedett az igény a szoftverekre (leginkább játékokra), és a felhasználók olcsó és egyszerű módszereket kerestek a szoftverek beszerzésére. Mivel a szoftverek többnyire meglehetősen borsos áron kerültek forgalomba, az emberek nagy része egyszerűen lemásolta a programokat valaki mástól. A szoftverfejlesztők emiatt válaszként másolásvédelmeket helyeztek a programokba. Az adott rendszer ismeretében, kisebb-nagyobb erőfeszítések árán sokan képesek voltak eltávolítani ezeket a védelmeket, ezáltal lehetővé téve a program másolását – ezt a tevékenységet nevezte el a zsargon „törésnek” vagy „crackelésnek”. A crackerek általában elvárták, hogy a nevük ismert legyen, így nemritkán átírták a program bejelentkező képernyőjén a szöveget, hogy az a program indításakor például a fejlesztő neve helyett a „Cracked by xyz” („feltörte xyz”) feliratot jelenítse meg.
Az így kialakult versengés során a crackerek kialakítottak egy módszert, amivel még nagyobb népszerűségre tehettek szert: külön programocskákat csatoltak a szoftverek elé, melyek a program futtatása előtt jelezték, hogy ki törte fel az adott programot. Ezek a kis cracktrók fokozatosan egyre komplexebbek lettek: míg az első kis intrók gyakran nem tartalmaztak többet egy rövid szövegnél, későbbi változataikban már látványos grafika és zene is társult hozzájuk. Az ilyen cracktrók készítése külön művészetté alakult át, és új versengési forma alakult ki: a crackerek hírnevét már nem csak a feltört szoftverek, hanem a cracktróik minősége is meghatározta. (Már ekkor előfordult, hogy a cracktro jobban nézett ki, mint maga a feltört szoftver.)
Az évek során végül az intró-készítés elérte azt a szintet, hogy különváljon a feltört programoktól. Így alakult ki a ma ismert demoscene.

### Platformok
A demoscene első megjelenése a 8 bites platformok elterjedésének idejére tehető (Commodore 64, Atari 800, ZX Spectrum stb.). A technika fejlődésével a scene is továbblépett a jóval erőteljesebb Amiga és Atari ST felé, 1993-tól pedig prominens platformmá vált a PC. A Windows 95 némileg elidegenítette a scene-t, mert megtiltotta a közvetlen hardver-elérést – a DirectX megjelenésével ezek a korlátok is megszűntek. A hardver-gyorsított 3D grafika 1999–2000 körül jelent meg először, és 2002-re vált jellemzővé a demókban. Manapság a PC-s demók 95%-a hardveres gyorsítást vesz igénybe, Windows alatt, OpenGL vagy Direct3D segítségével.
A demoscene-ben hagyomány a kötött, limitált számítási teljesítménnyel rendelkező platformok használata. Ennek jelentősége a kreativitás elősegítésében keresendő: egy korlátozott teljesítményű platformon a jól definiált határok miatt sokkal látványosabb és sokkal nagyobb elismerést arat egy olyan demó, amelyik valamilyen módon sikeresen túllépi a hardver eredeti korlátait.
A platform kiválasztása ugyanakkor nem kötött: a mai napig készülnek kiváló demók C64-re, csakúgy mint például Xboxra vagy Game Boy Advance-re. Gyakori vicc a demoscene-en, hogy bármire lehet demót írni, aminek kijelzője van: készültek már demók Pokemon Minire, Brother írógépre és iPodra  is.

## Elterjedtség
A demoscenerek száma (2007 végén) világviszonylatban 10–20 ezer főre tehető. A demoscene „melegágya” Európa, azon belül is elsősorban Skandinávia és Németország – ezek a régiók adnak otthont a legnépesebb demoscene partyknak is (Assembly, Breakpoint, The Gathering). Bár léteznek amerikai, japán, argentin vagy ausztrál demók is, ezeken a kontinenseken messze nem annyira jelentős a scene jelenléte, mint Európában.
Bár az átlagos számítógép-felhasználók nagyon kis hányada ismeri a demoscenet, ennek ellenére az jelentős hatást gyakorol mind például a játékfejlesztési piacra, mind a modern művészetekre: a ma aktív játékfejlesztők jelentős része valamikor demoscener volt és nagyon sok mai ismert zenésznek van trackeres múltja. A legismertebb példa talán a 3DMark tesztprogramjairól ismert finn Futuremark (valamikor MadOnion) cég, amelyet legendás demócsapatok (Orange, Future Crew, Trauma) tagjai alapítottak.
A demoscene egyik, a kereskedelmi szoftverfejlesztés által átvett ismert technológiája a procedurális tartalom-előállítás. (Ez a demó tartalmának – textúrák, modellek, zene – algoritmikus úton történő előállítását jelenti.) A legismertebb példa erre a The Simst jegyző Will Wright által készített Spore – Wright többször is hangoztatta a demoscene ihletét a játék fejlesztéséhez.

## A demoscene célja
A demoscene-t elmagyarázni egy kívülállónak mindig problémás feladat, mert a demoscene nehezen definiálható fogalom, főként azért, mert a tagjai sem mindig értenek egyet abban, hogy miért is csinálnak demókat: van, aki azért műveli, mert így fejleszti a saját technikai tudását; van, aki hírnevet akar szerezni és versengeni másokkal; van, aki művészi önkifejezésnek használja a demóit; van, aki a társaság miatt, és van, aki puszta kíváncsiságból. A fő szempont azonban mindig a szórakozás marad – a scenerek számára a scene egy olyan közösség, ahol a számítógépek iránt érdeklődő kreatív egyének hasonló gondolkodásmódú emberekkel találkozhatnak.

## A scenerek

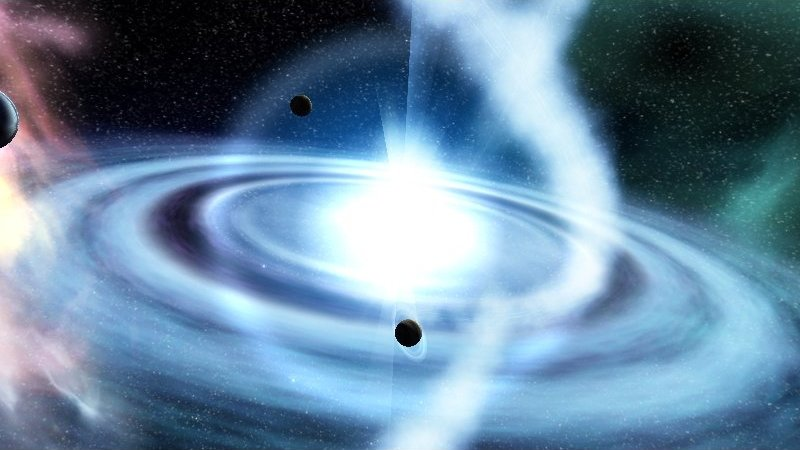
Conspiracy – Beyond

A demók készítői magukat scenernek vagy demoscenernek hívják. Általában fiatal középiskolás vagy egyetemista tanulók, akik a szabadidejüket a demók készítésére áldozzák fel.
A scenereknek több kasztja is van:
- A kóder az a programozó, aki egy demó gerincének működéséért felelős. A kódereknek általában egy demó elkészítéséhez különféle matematikai és programozási területeken kell képzetteknek lenniük (pl.: lineáris algebra, grafikai és audio-szintézis, tömörítés-elmélet, API programozás, modern 3D gyorsítók felépítése), de nem ritkán a kóderek dolga a demó tényleges felépítésének meghatározása, pl.: a látványelemek hozzáigazítása a zenéhez. Míg a 90-es évek elején a kóderek nagyrészt assemblyben programoztak, manapság már a C/C++ a népszerűbb nyelv.
- A grafikus rajzolja meg a demó állóképeit, modellezi a 3D tárgyakat és határozza meg a demó megjelenését, arculatát („design”). A kóder által rendelkezésre bocsátott eszközöktől függően a grafikus lehetőségei kiterjedhetnek az egyszerű állóképek megrajzolásától kezdve a teljes demó megrendezéséig. A grafikusok eszközei az évek során sokat változtak: a demoscene kezdetén, megfelelő programok híján, a „pixelgrafika” volt az egyetlen járható út; ma a profi grafikai szoftverek és a több lehetőséget biztosító eszközök révén a grafikusok jóval szélesebb skálán dolgozhatnak; kialakultak a „designer” és „modeller” alkategóriák: előbbi a demó megjelenési elemeiért felel (keretek, színösszeállítások, betűtípusok), az utóbbi pedig 3D objektumokat készít, textúráz és animál.
- A zenész felelős a demó hanganyagáért. A demók zenéi az évek során gyakorlatilag a teljes zenei spektrumot lefedték már. A zenészek nagy része az elektronikus zenét preferálja, de vannak, akik hagyományos, hangszeres zenéket szolgáltatnak a demók alá. A DOS-os éra kedvelt zenei szoftvere a tracker volt, de az MP3 elterjedésével a zenészek is átnyergeltek a jobb minőségű, profi technológiákra. (Pl.: Cubase, Nuendo, Sonar)
- Az organizer (szervező) általában nem vesz részt aktívan a demófejlesztésben, az ő feladata a csapattagok közti kommunikáció elősegítése, a csapat körüli PR-tevékenység, vagy éppen egy demoparty megszervezése.
- A csapatokban néha előfordulnak ún. „hangaround” („passzív”) tagok, akik a demókészítésben vagy party-szervezésben nem vesznek részt, de látogatják a partykat és különféle módokon segítenek, ahogy tudnak.

### Democsapatok
A demoscenerek általában csapatokban dolgoznak: Ezek a csapatok általában 3–10 fős baráti társaságok, változóan aktív tagokkal. Egy demócsapat célja általában a többi csapattal történő (többnyire barátságos) rivalizálás; egy csapat mindig sokat ad a hírnévre és az elismertségre, a csapatoknak többnyire saját logójuk, szlogenjuk, mottójuk van, és néha külön csapattag felel mind a csapat promóciójáért, mind a „humán erőforrások” kezeléséért, ami általában a noszogatásban és a csapattagok koordinálásában merül ki.
Mivel a demoscene kozmopolita közösség, nem ritkák a többnemzetiségű csapatok.

### Magyar csapatok

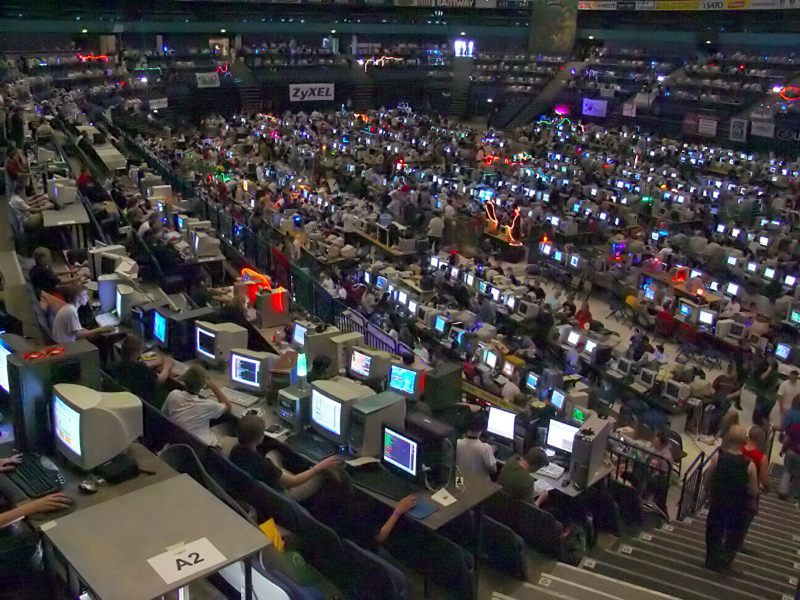
Az Assembly 2004 főarénája

- Absolute!
- AstroideA
- Chorus
- Conspiracy
- Digital Dynamite
- Dilemma
- Epilepsy
- e!rratic cyberworld[halott link]
- Exceed Archiválva 2005. december 31-i dátummal a Wayback Machine-ben
- Fresh!Mindworkz
- Hardread
- Holograms
- Industrial Revolutioners
- Inquisition
- Kangooroo
- LegendgrafiX Archiválva 2007. október 12-i dátummal a Wayback Machine-ben
- Lunaticats
- Neurosis
- Rebels Archiválva 2007. október 13-i dátummal a Wayback Machine-ben
- Resource
- Singular Crew
- TGD
- United Force
- Ümlaüt Design

## Demopartyk

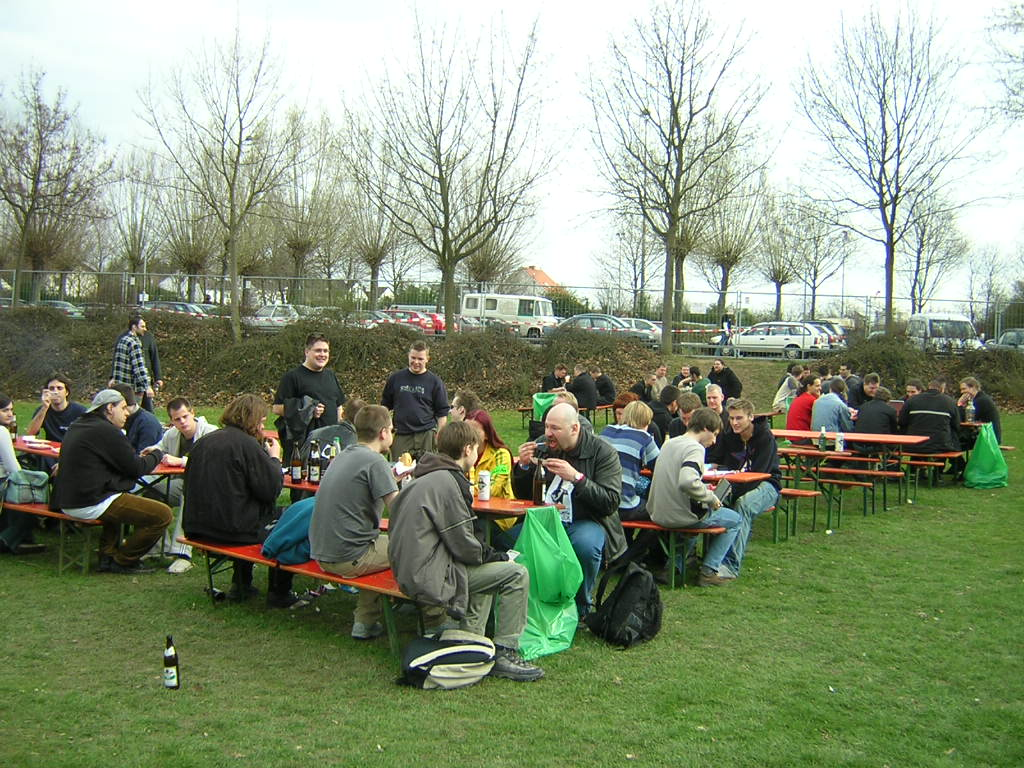
Breakpoint 2005; Bingen, Németország

A scenerek rendszeres találkozóhelyei a demopartyk. Ezek a rendezvények általában 3–4 naposak, céljuk a megjelenő scenerek munkáinak bemutatása, ami általában szombati napon, este történik, kivetítő és hangrendszer segítségével.
A demoparty fogalmát sokan összekeverik a LAN-parti fogalmával. A két esemény között a legjelentősebb különbség, hogy a demopartyk élvezetéhez nem szükséges a számítógép – a scenerek a partyk többségét általában a társaság miatt látogatják, és nem ritka, hogy a party jó részét a gépektől távol, például a szabadban, egy tábortűz mellett töltik.

### Versenyek
A demoscene alapköve a versenyszellem: a „rivális” csapatok (bár többnyire csak baráti rivalizálásról van szó) gyakran hónapokig készülnek egy-egy partyra, hogy ott a versenyek („compo”-k, az angol „competition” (=versengés) szóból) keretein belül döntsék el, hogy ki az adott kategóriában a legjobb. A művek megtekintése után a végeredményről szavazással a közönség dönt.
A versenyszellem egy másik megnyilvánulása lehet az általában lemezújságokban megjelenő toplista, amelynél szintén szavazás dönti el, hogy az adott műfajokban kik a legjobbak. (Pl.: legjobb demó, legjobb zenész, legjobb party, vagy épp, a móka kedvéért, a legrészegebb scener.) 
2003-ban újabb lehetőség jelent meg a demók és alkotóik díjazására: a Scene.org megalapította a Scene.org Awards-ot, amit nagyon sokan „demoscene Oscar-díjnak” tartanak. E kezdeményezés szerint minden évben a megelőző évi demók és intrók közül egy nemzetközi zsűri döntése alapján kiválasztott műveknek adják át a díjat, egy kis bronzszobrot, 2010-ig a németországi Breakpoint, utána pedig a norvég The Gathering keretében.

### Magyar partyk

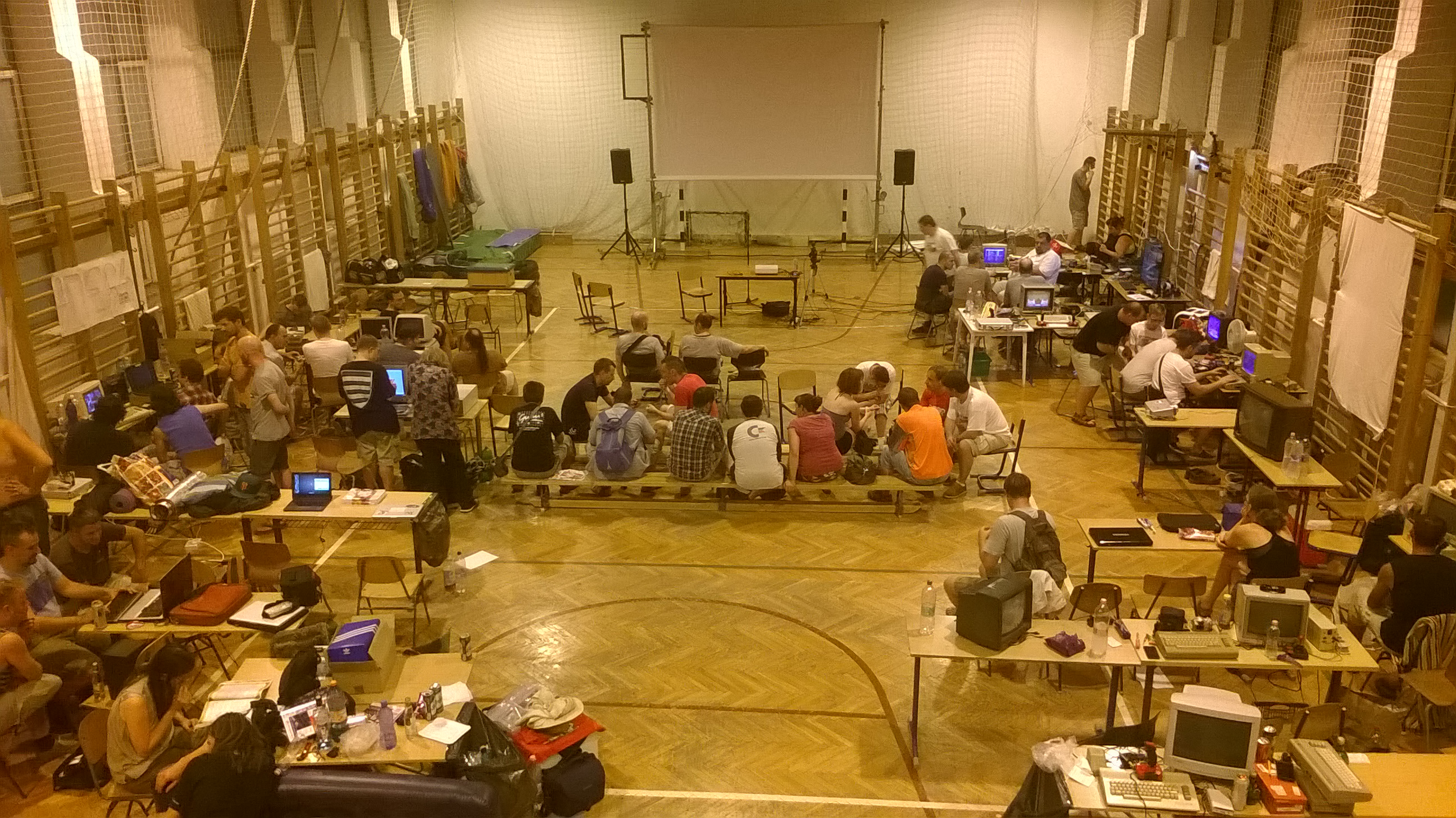
Árok party, 2015

- Function, ősszel (szeptember-október) rendezik meg Budapesten
- SceneCON, 2008 júliusában harmadik alkalommal rendezték meg, a helyszín Budapest
- qbparty, 2015 májusában első alkalommal megrendezett multiplatform demoscene party Sülysápon.
- Árok Party, nyaranta rendezik meg Ajkán, szigorúan 8 bites party (például C64)
- fYaNIca party, évente egy vagy két alkalommal rendezik meg Budapesten, főszerepben az Amiga és az alternatív platformok